# Amorbia santamaria
Amorbia santamaria es una especie de polilla del género Amorbia, tribu Sparganothini, subfamilia Tortricinae.

## Distribución
Se distribuye por Guatemala.

## Taxonomía
Fue descrita por Phillips & Powell en 2007 y publicada en Zootaxa 1670: 24.